# Kanton Cluny
Cluny is een kanton van het departement Saône-et-Loire in Frankrijk. Het kanton maakt deel uit van de arrondissementen Mâcon (39 gemeenten) en Chalon-sur-Saône (9 gemeenten).

## Gemeenten
Het kanton Cluny omvatte tot 2014 de volgende 24 gemeenten:
- Bergesserin
- Berzé-le-Châtel
- Blanot
- Bray
- Buffières
- Château
- Chérizet
- Cluny (hoofdplaats)
- Cortambert
- Curtil-sous-Buffières
- Donzy-le-National
- Donzy-le-Pertuis
- Flagy
- Jalogny
- Lournand
- Massilly
- Massy
- Mazille
- Saint-André-le-Désert
- Sainte-Cécile
- Saint-Vincent-des-Prés
- Salornay-sur-Guye
- La Vineuse
- Vitry-lès-Cluny

Na de herindeling van de kantons bij decreet van 18 februari 2014, met uitwerking op 22 maart 2015 telde het kanton 52 gemeenten.
Op 1 januari 2017 werden de gemeenten Donzy-le-National, Massy, La Vineuse en Vitry-lès-Cluny samengevoegd tot de fusiegemeente (commune nouvelle) La Vineuse sur Fregande.
Op 1 januari 2023 fuseerden Bonnay en Saint-Ythaire tot de commune nouvelle Bonnay-Saint-Ythaire.
Sindsdien omvat het kanton volgende 48 gemeenten:
- Ameugny
- Bergesserin
- Berzé-le-Châtel
- Bissy-sous-Uxelles
- Blanot
- Bonnay-Saint-Ythaire
- Bray
- Buffières
- Burnand
- Burzy
- Chapaize
- Château
- Chérizet
- Chevagny-sur-Guye
- Chiddes
- Chissey-lès-Mâcon
- Cluny
- Cormatin
- Cortambert
- Cortevaix
- Curtil-sous-Buffières
- Curtil-sous-Burnand
- Donzy-le-Pertuis
- Flagy
- La Guiche
- Jalogny
- Lournand
- Malay
- Massilly
- Mazille
- Passy
- Pressy-sous-Dondin
- Sailly
- Saint-André-le-Désert
- Saint-Clément-sur-Guye
- Saint-Gengoux-le-National
- Saint-Huruge
- Saint-Marcelin-de-Cray
- Saint-Martin-de-Salencey
- Saint-Vincent-des-Prés
- Sainte-Cécile
- Salornay-sur-Guye
- Savigny-sur-Grosne
- Sigy-le-Châtel
- Sivignon
- Taizé
- Vaux-en-Pré
- La Vineuse sur Fregande